# Louis XIV (1854)
Pour les articles homonymes, voir Louis XIV (homonymie).
Le Louis XIV est un vaisseau de ligne de la marine française à trois ponts de 118 canons de la classe Commerce de Marseille.

## Construction
Mis en chantier sous le nom de Tonnant en 1811 à Rochefort, il est rebaptisé Louis-XIV en 1828, encore sur quille. Après la chute de Napoléon Bonaparte et la restauration de la monarchie qui s'ensuit, sa construction est suspendue indéfiniment pour des raisons d'économie.
Comme de nombreux navires dont la construction avait débuté sous le Premier Empire il est conservés en cale sèche, protégés par un toit provisoire en bois, prêts à être mis à l'eau et armés rapidement en cas de besoin, en cas de conflit.

## Histoire
Le 26 décembre 1828, le Tonnant est rebaptisé Louis XIV et c'est sous ce nom qu'il est lancé le 26 février 1854, à la veille du déclenchement de la guerre de Crimée. Au cours de ce conflit, il a été principalement utilisé pour le transport de troupes en mer Noire. Le navire, conçu pour naviguer exclusivement à la voile, devient obsolète dès sa mise en service et est affecté à l'escadre de réserve en mai 1854.
Le 28 janvier 1855, le Louis XIV quitte Toulon pour Sébastopol comme navire de transport et participe au siège de la ville. En septembre 1856, il rejoint Brest pour être transformé en navire à propulsion mixte. Il y reste jusqu'au 28 août 1857 et reçoit une machine à vapeur de 600 CV construite par Robert Napier à Glasgow, ainsi qu'une hélice relevable dans un cockpit. Il reprend du service le 25 octobre 1857.
Le Louis XIV est désarmé entre 1858 et 1861, et est affecté à l'École Navale comme navire-école de tir de 1861 à 1865. Cette année-là, il est envoyé à Toulon pour remplacer le Montebello.
En juillet 1870, après le déclenchement de la guerre franco-prussienne, l'équipage du Louis XIV, composé presque exclusivement d'artilleurs, est appelé à assurer la défense de Paris, assiégé par les Prussiens. En novembre 1870, il reprend ses fonctions de navire-école d'artillerie jusqu'en 1873, date à laquelle le navire est désarmé. En 1880, le Louis XIV est rayé de la liste des navires en service et vendu pour être détruit en 1882.
|                                   |
| Le Louis XIV en voie d'achèvement |

|                      |
| Gravure du lancement |

|                          |
| En rades de Brest (1865) |